# Montaña de la Barquita
La Montaña de la Barquita es una montaña con 1808 metros de altitud sobre el nivel del mar situada en la Cumbre Vieja, en la isla canaria de La Palma (España), y que separa los municipios de Breña Baja y El Paso.